# Luis Eduardo Vivanco
Luis Eduardo Vivanco Arias (Loja, 22 de agosto de 1983) es un periodista ecuatoriano conocido por su espacio digital de entrevistas cómicas el Castigo Divino, además de ser cofundador del periódico digital La Posta.

## Biografía
Nacido en Loja, capital de la provincia homónima, el 22 de agosto de 1983. En su juventud se reconoció como un hombre de izquierda y convencido socialista.[cita requerida] Sus padres lo enviaron a Estados Unidos para estudiar por el año 2001, después se trasladó a Bolivia como mochilero.
Inicia sus estudios para ser periodista en la Universidad de las Américas obteniendo su título en el 2006 y comenzando a trabajar en el diario Hoy. Ese mismo año, como el ha reconocido, habría votado por Rafael Correa en las primeras elecciones que este candidato participó.[cita requerida]
Al siguiente año inició su labor en el diario La Hora donde llegará a editor general del diario que se declarará en resistencia frente al gobierno de Correa. Era el año 2015, y en ese mismo año iniciaba un nuevo proyecto en Youtube con el programa de entrevistas Castigo Divino en el cual comenzará a entrevistar de forma cómica a diferentes personajes de la cultura y la política ecuatoriana, iniciando esto con el caricaturista Xavier Bonilla.
En el 2017 dejó el diario La Hora y junto con Andersson Boscán Pico (quien dejó el Diario Expreso) fundó La Posta en septiembre. Ese mismo año Correa había dejado la presidencia del país, pero antes de su salida fue denunciado por el Ministerio del Interior por un tuit en el cual Vivanco expresaba su opinión sobre el narcotráfico y su presunto vínculo con el gobierno de Rafael Correa.
En 2021, La Posta empezó un programa de televisión en TC Televisión, canal incautado, y al emitir varios comentarios racistas junto con su colega Anderson Boscán en contra de Leonidas Iza, dirigente de la Confederación de Nacionalidades Indígenas (CONAIE), La Posta decidió salir del aire tras los agravios.